# Tokidoki
Tokidoki är ett varumärke som skapades 2005 av den italienska designern Simone Legno. Designen är japanskt inspirerad och återfinns bl.a. på kläder, skateboards och trycksaker. Samarbete finns med flera stora märken såsom Levi's och Hello Kitty. Tokidoki säljs bland annat i USA och Frankrike.